# Bustariega
Bustariega (en asturiano y oficialmente, La Bustariega) es un lugar español de la parroquia de Clavillas, perteneciente al municipio de Somiedo, en la comunidad autónoma de Asturias.

## Historia
Hacia mediados del siglo XIX, el lugar, ya por entonces perteneciente a Somiedo, tenía contabilizada una población de cuarenta habitantes. Aparece descrito en el cuarto volumen del Diccionario geográfico-estadístico-histórico de España y sus posesiones de Ultramar de Pascual Madoz con las siguientes palabras:

BUSTARIEGA (la): l. en la prov. de Oviedo, ayunt. de Somiedo y felig. de San Cristóbal de Clavillas. (V.). pobl.: 20 vec., 103 alm.
(Madoz, 1846, p. 677)

En 2023, la entidad singular de población, encuadrada dentro de la entidad colectiva de Clavillas, tenía empadronados ocho habitantes y el núcleo de población, también ocho.